# Масленников, Николай Иванович
Николай Иванович Ма́сленников (2 декабря 1921, Нижний Новгород, РСФСР — 28 октября 2013, Москва, Россия) — советский партийный и государственный деятель. С 1966 года первый секретарь Горьковского горкома, с 1968 года — обкома КПСС. Член ЦК КПСС (1971—1990). Депутат Совета Национальностей Верховного Совета СССР (1970—1989) от РСФСР.

## Биография
Родился в семье рабочего, русский. В 1939 году после окончания школы № 101 поступил в Горьковский индустриальный институт.
В 1941 году начал работу слесарем на заводе, после начала Великой Отечественной войны ушёл добровольцем в Красную армию, был направлен на учёбу в Ленинградскую военно-воздушную академию. В 1943 году демобилизован по болезни.
В 1943—1944 годах работал культурником в санатории «Старая Пустынь» Горьковской области. В 1948 году окончил автотракторный факультет Горьковского индустриального института.
В 1948—1961 годах работал на заводе «Красная Этна» в Горьком старшим технологом, начальником цеха, заместителем начальника корпуса, главным механиком, секретарём парткома, главным инженером завода.
С 1961 года на партийной работе. С 1961 по 1965 год — второй секретарь, с 1965 по 1968 год — первый секретарь Горьковского горкома партии, заведующий отделом обкома партии.
С 1968 по 1974 год первый секретарь Горьковского обкома КПСС. С его именем во многом связано преобразование народного хозяйства области: модернизация производства в Дзержинске, Кстове, Выксе, появление новой модели автомобиля «Волга» ГАЗ-24, развёртывание работы по созданию передовой строительной индустрии и ликвидации бараков, строительство метрополитена.
С 1974 по 1989 год первый заместитель Председателя Совета Министров РСФСР, председатель Госплана РСФСР.
С 1989 года на пенсии.
Входил в правление РОО «Нижегородское землячество в столице».
Умер 28 октября 2013 года. Похоронен на Троекуровском кладбище в Москве (участок № 4).

## Награды и звания
- Три ордена Ленина (1973,1976,1981);
- Орден Трудового Красного Знамени (1966);
- Медаль «За победу над Германией в Великой Отечественной войне 1941—1945 гг.» (1945);
- Медаль «В память 850-летия Москвы» (1997)[3].
- Почётная грамота Правительства Российской Федерации (10 декабря 1996) — за заслуги перед государством и в связи с 75-летием со дня рождения

## Интересные факты
- С 1977 по 2003 год существовал теплоход «Николай Масленников»[4][5].